# Dallas Jaye
Dallas Jeffrey Jaye, né le 19 juin 1993 à Danville en Californie, est un gardien de but américain et guamanien. Après une carrière dans les ligues inférieures nord-américaines et en sélection guamanienne, il est désormais entraîneur adjoint aux Gaels de Saint Mary en NCAA.

## Palmarès

### En club
Triumph de Greenville
- Vainqueur de la USL League One en 2020
- Finaliste de la USL League One en 2019
- Vainqueur de la saison régulière de la USL League One en 2020

### Distinctions personnelles

#### Universitaires
- Meilleur gardien de la Big East en 2015[1],[2]
- Membre de l'équipe-type de la Big East en 2015[1],[2]
- Désigné trois fois « meilleur gardien de la semaine de la Big East »[2]
- Figurant une fois au « tableau d'honneur hebdomadaire de la Big East »[2]

#### Professionnels
- Meilleur gardien de la USL League One en 2019 et 2020[3],[4]
- Membre de l'équipe-type de la USL League One en 2019 et 2020[5],[6]
- Désigné une fois « joueur du mois de la USL League One » et deux fois « arrêt du mois de la USL League One »
- Désigné une fois « joueur de la semaine de la USL League One » et six fois « arrêt de la semaine de la USL League One »
- Désigné six fois dans l'« équipe-type de la semaine de la USL League One »

## Statistiques

### Statistiques en club
| Saison                | Club                  | Championnat           | Championnat | Championnat | Coupe(s) nationale(s) | Coupe(s) nationale(s) | Séries | Séries | Total | Total |
| Saison                | Club                  | Division              | M.          | B.          | M.                    | B.                    | M.     | B.     | M.    | B.    |
| 2016                  | FC Cincinnati         | USL                   | 2           | 0           | 0                     | 0                     | 0      | 0      | 2     | 0     |
| 2017                  | FC Cincinnati         | USL                   | 1           | 0           | 1                     | 0                     | 0      | 0      | 2     | 0     |
| Sous-total            | Sous-total            | Sous-total            | 3           | 0           | 1                     | 0                     | 0      | 0      | 4     | 0     |
| 2018                  | Rising de Phoenix     | USL                   | 0           | 0           | 0                     | 0                     | -      | -      | 0     | 0     |
| 2019                  | Triumph de Greenville | USL1                  | 27          | 0           | 2                     | 0                     | 2      | 0      | 31    | 0     |
| 2020                  | Triumph de Greenville | USL1                  | 16          | 0           | -                     | -                     | -      | -      | 16    | 0     |
| 2021                  | Triumph de Greenville | USL1                  | 18          | 0           | 0                     | 0                     | -      | -      | 18    | 0     |
| Sous-total            | Sous-total            | Sous-total            | 61          | 0           | 2                     | 0                     | 2      | 0      | 65    | 0     |
| 2022                  | Monterey Bay FC       | USLC                  | 9           | 0           | 1                     | 0                     | -      | -      | 10    | 0     |
| Total sur la carrière | Total sur la carrière | Total sur la carrière | 73          | 0           | 4                     | 0                     | 2      | 0      | 79    | 0     |